# Budapest Titans 2019
Questa voce raccoglie le informazioni riguardanti i Budapest Titans nelle competizioni ufficiali e amichevoli della stagione 2019.

## Divízió I 2019

### Stagione regolare
| 23 marzo 2019 2ª giornata | Budapest Titans | 20 – 19 | DEAC Gladiators |  |

| 30 marzo 2019 3ª giornata | Budapest Eagles | 2 – 25 | Budapest Titans |  |

| 14 aprile 2019 5ª giornata | Budapest Titans | 7 – 14 | Budapest Cowbells 2 |  |

| 27 aprile 2019 6ª giornata | Eger Heroes | 35 – 18 | Budapest Titans |  |

| 18 maggio 2019 8ª giornata | Budapest Titans | 18 – 59 | Szombathely Crushers |  |

| 9 giugno 2019 11ª giornata | Nyíregyháza Tigers | 28 – 21 | Budapest Titans |  |

## Statistiche di squadra
| Competizione      | %Vittorie | In casa | In casa | In casa | In casa | In casa | In casa | In trasferta | In trasferta | In trasferta | In trasferta | In trasferta | In trasferta | Totale | Totale | Totale | Totale | Totale | Totale |
| Competizione      | %Vittorie | G       | V       | N       | P       | Pf      | Ps      | G            | V            | N            | P            | Pf           | Ps           | G      | V      | N      | P      | Pf     | Ps     |
| ----------------- | --------- | ------- | ------- | ------- | ------- | ------- | ------- | ------------ | ------------ | ------------ | ------------ | ------------ | ------------ | ------ | ------ | ------ | ------ | ------ | ------ |
| Stagione regolare | .333      | 3       | 1       | 0       | 2       | 45      | 92      | 3            | 1            | 0            | 2            | 64           | 65           | 6      | 2      | 0      | 4      | 109    | 157    |
| Totale            | .333      | 3       | 1       | 0       | 2       | 45      | 92      | 3            | 1            | 0            | 2            | 64           | 65           | 6      | 2      | 0      | 4      | 109    | 157    |